# Peter Schroeder (Heimatdichter)
Peter Schroeder (* 1875 in Mehring (Mosel); † 1935 in Trier-Pallien), genannt Peter von der Mosel, war ein deutscher Schriftsteller und Heimatdichter.
Er wuchs auf in Mehring an der Mosel und war später Lehrer in Fell, Trier-West und Pallien.
In Mehring wurde der Peter-Schroeder-Platz nach ihm benannt, dort befindet sich auch eine Gedenktafel.
Die Peter-Schroeder-Straße in Trier-West wurde 1958 nach ihm benannt.

## Werke
- Aus stillem Tal. Gedichte, Pierson Verlag, Dresden 1909
- Ons Modderspraoch, Paulinus-Druckerei, Trier 1924[2]
- Der Gehlhänschesbaum, Trier 1933
- Der heilige Rock und die Sehenswürdigkeiten von Trier: Illustriertes Handbüchlein für die Pilger zugleich ein Führer durch Trier und seine Geschichte, Kowollik, Trier 1933
- Mei Bruder on eich, Spee-Verlag, Trier 1975, ISBN 3877606156